# Mestival
El Mestival o Festival Internacional de Música y Cultura Étnica y Mestizaje es un festival que se realiza desde 1996 entre los meses de entre mayo y junio en la ciudad de Elche (España). Este festival representa un foro para el acercamiento y el intercambio cultural entre los pueblos del mundo. Se caracteriza por espectáculos de música, danza,  cine, teatro y talleres sobre gastronomía. El festival tiene como objetivo principal fomentar la paz y la fraternidad, y tiene lugar en el entorno natural del Palmeral de Elche, declarado desde 2000 Patrimonio de la Humanidad por la Unesco.